# Workingman’s Dead
Workingman’s Dead — четвёртый студийный альбом американской рок группы Grateful Dead. Был записан в феврале 1970 года, а выпущен 14 июня того же года.
В 2003 году альбом попал на 262-ю строчку списка 500 величайших альбомов всех времён, составленного журналом Rolling Stone.
Диск был переиздан в 2003 в составе трёх различных изданий — как часть двенадцати дискового бокс-сета The Golden Road (1965–1973), и как отдельный альбом на CD и DVD. Альбом как на CD, так и в составе бокс-сета содержал восемь дополнительных композиций, не включённых в издании 1970.

## Об альбоме
Считается, что название альбома произошло из высказывания Джерри Гарсии адресованного Роберту Хантеру, о том, что: « этот альбом превращает группу в Работягу Мёртвого» (this album was turning into the Workingman’s Dead version of the band)
Группа записала альбом в студии Pacific High Recording Studio, что в Сан-Франциско, всего за девять дней. По свидетельству очевидцев Гарсия сказал : «Давайте сделаем всё в три недели и покончим уже с [альбомом] ко всем чертям.»(let’s do it all in three weeks and get it the hell out of the way.) Помимо неприятностей от немалого долга, оставшегося от Aoxomoxoa, некоторых членов группы чуть не посадили, поймав с наркотиками в Новом Орлеане. В дополнение, менеджер группы, Ленни Харт (отец барабанщика Микки Харта) сбежал из города с немалым количеством денег группы. «В разгар всего случилась такая неприятность… (Запись альбома) определённо была важней» (In midst of all this adverse stuff that was happening … [recording the album] was definitely an upper) : отметил Гарсия во время интервью.
Гарсия замечал, что материал альбома исходил в равной степени как и от его партнёрства с Хантером, так и от дружбы группы с Crosby, Stills, Nash & Young. «Слушая как эти ребята поют, как хорошо они звучат вместе, мы подумали — мы тоже можем так попробовать. Нужно немного поработать над этим.» (Hearing those guys sing and how nice they sounded together, we thought, 'We can try that. Let’s work on it a little) — сказал Гарсия.
Такие песни как «Uncle John’s Band», «High Time» и «Cumberland Blues» отличались более высоким, чем обычно, звучанием и большим вниманием к вокалу, что не было до того момента частью характерного «звука» группы. Согласной устной истории Grateful Dead 1992 года — Aces Back to Back, летом 1968 Стивен Стилз гостил на ранчо Микки Харта в Новато, Калифорния. «Стилз жил у меня три месяца, как раз во время их {CSN} первой записи. Он и Дэвид Кросби круто переменили виденье голоса у Боба и Джерри. Теперь голос виделся им святым орудием. Что-то вроде:'Эй, это так можно голосом?'. Тогда мы свернули от чистых импровизаций к собственно песне.» — вспоминал Харт.

## Список композиций
Все песни написаны Джерри Гарсией и Роберта Хантером, кроме отмеченных особо
Сторона 1
1. «Uncle John’s Band» — 4:42
2. «High Time» — 5:12
3. «Dire Wolf» — 3:11
4. «New Speedway Boogie» — 4:01

Сторона 2
1. «Cumberland Blues» (Гарсия, Хантер и Фил Леш) — 3:14
2. «Black Peter» — 5:41
3. «Easy Wind» (Хантер) — 4:57
4. «Casey Jones» — 4:24

Неизданные композиции, включённые в переиздание 3973:
1. «New Speedway Boogie» (alternate mix) — 4:10
2. «Dire Wolf» (live) — 2:31
3. «Black Peter» (live) — 9:07
4. «Easy Wind» (live) — 8:09
5. «Cumberland Blues» (live) — 4:52
6. «Mason’s Children» (live) (Гарсия, Хантер, Леш и Боб Вейр) — 6:32
7. «Uncle John’s Band» (live) — 7:57
8. Radio promo — 1:00

## Участники записи
Grateful Dead
- Джерри Гарсия — гитара, вокал
- Микки Харт[англ.] — ударные
- Билл Кройцман — ударные
- Фил Леш — бас-гитара, вокал
- Рон МакКернан — клавишные, вокал, губная гармошка
- Боб Вейр — гитара, вокал
- Том Константен — играл на клавишных во время концертных записей песен «Dire Wolf», «Black Peter», «Easy Wind», «Cumberland Blues» и «Mason’s Children», включённых в переиздание.

Приглашённые музыканты
- Дэвид Нельсон — акустическая гитара в песне «Cumberland Blues»